# 상주 상무 2015 시즌
상주 상무 2015 시즌은 상주 상무가 K리그 챌린지에서 치른 2015년 시즌이다.